# Ben Shahn
Ben Shahn (en russe : Бен Шан), né le 12 septembre 1898 à Kowno dans l'Empire russe, aujourd'hui Kaunas en Lituanie, et mort le 14 mars 1969 à New York, est un artiste peintre, un photographe et un professeur. Il a été naturalisé américain.

## Biographie
Réalisme social et engagement à gauche sont les caractéristiques de son œuvre et de sa pensée politique.
Dans les années 1930, il est, avec entre autres Walker Evans et Dorothea Lange, l'un des douze photographes chargés par la Farm Security Administration de brosser un portrait de l'Amérique en crise en témoignant par l'image des conséquences de la crise économique sur les conditions de vie et de travail des Américains ruraux.
Il peint en 1932 The Passion of Sacco and Vanzetti, une série de 32 gouaches consacrées à  Nicola Sacco et Bartolomeo Vanzetti,.
Il a épousé la peintre et lithographe Bernarda Bryson Shahn (en).
Il meurt le 14 mars 1969 à New York.

## Expositions

### Expositions personnelles
- 22 décembre 1961 - 22 janvier 1962 : Ben Shahn, Stedelijk Museum, Amsterdam.
- 21 mai - 5 juillet 1970 : Ben Shahn, Musée national d'Art moderne, Tokyo.
- novembre 1978 : Ben Shahn, Centre culturel américain, Paris[4].
- 8 novembre 1998 - 7 mars 1999 : Common man, mythic vision : the paintings of Ben Shahn, Jewish Museum, New York.

puis 28 mars - 27 juin 1999 : Allentown Art Museum, Allentown ; 25 juillet - 31 octobre : Detroit Institute of Arts, Detroit.
- 5 février - 30 avril 2000 : Ben Shahn's New York : the photography of modern times, musées d'Art de Harvard.

puis 10 juin - 27 août : Phillips Collection, Washington ; 14 octobre 2000 - 27 janvier 2001, Grey Art Gallery, université de New York.
- 12 septembre - 16 décembre 2001 : Ben Shahn and the passion of Sacco and Vanzetti,  Jersey City Museum, Jersey City[1].

### Expositions collectives
- 17 août 2013 - 26 janvier 2014 : American modern : Hopper to O'Keeffe, Museum of Modern Art (MoMA), New York.
- 7 octobre 2020 - 10 janvier 2021 : The New-York school show – Les photographes de l'École de New York 1935-1965, Pavillon populaire, Montpellier.

## Galerie

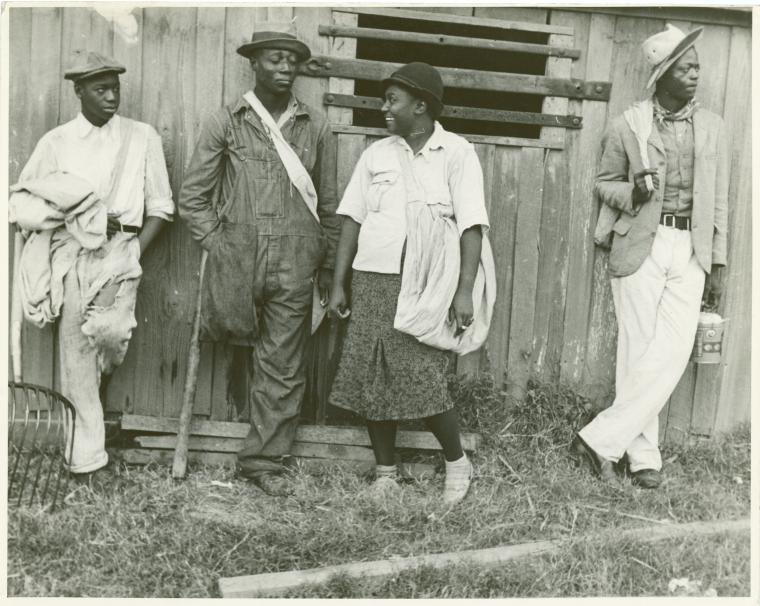
Les cueilleurs de coton de l'Arkansas - tôt le matin. 1935. Resettlement Administration
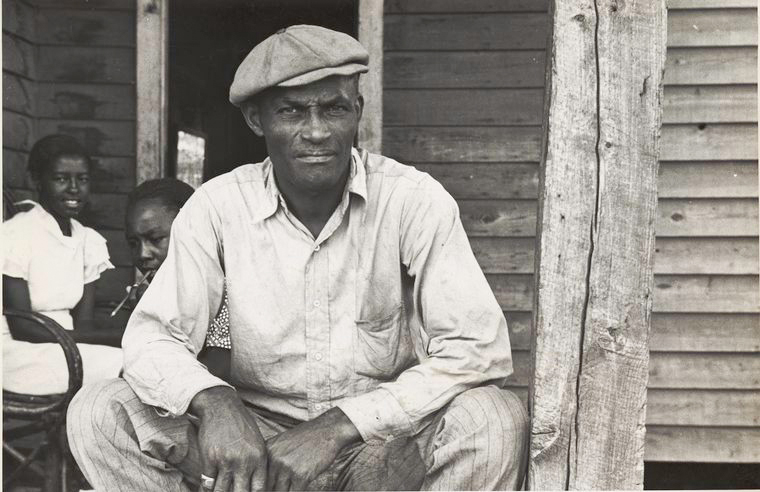
Métayer le dimanche, Little Rock, Arkansas. 1935
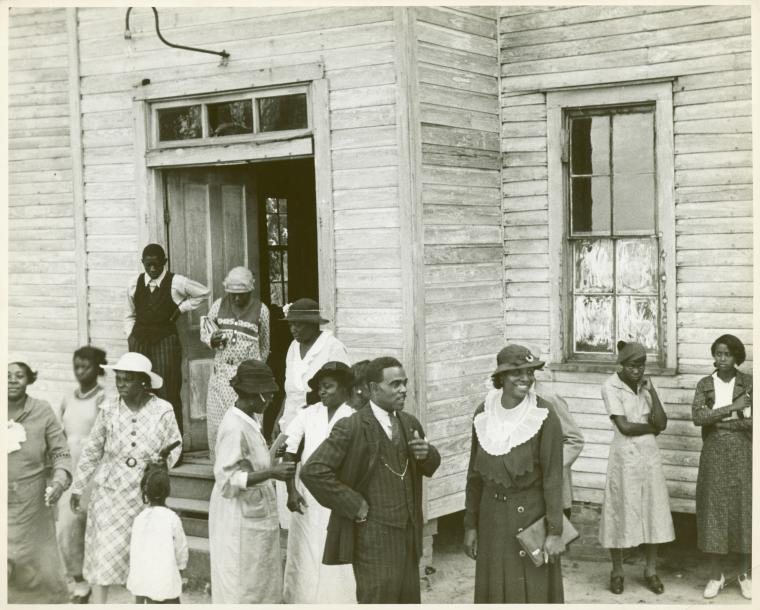
Dimanche à Little Rock, Arkansas. 1935
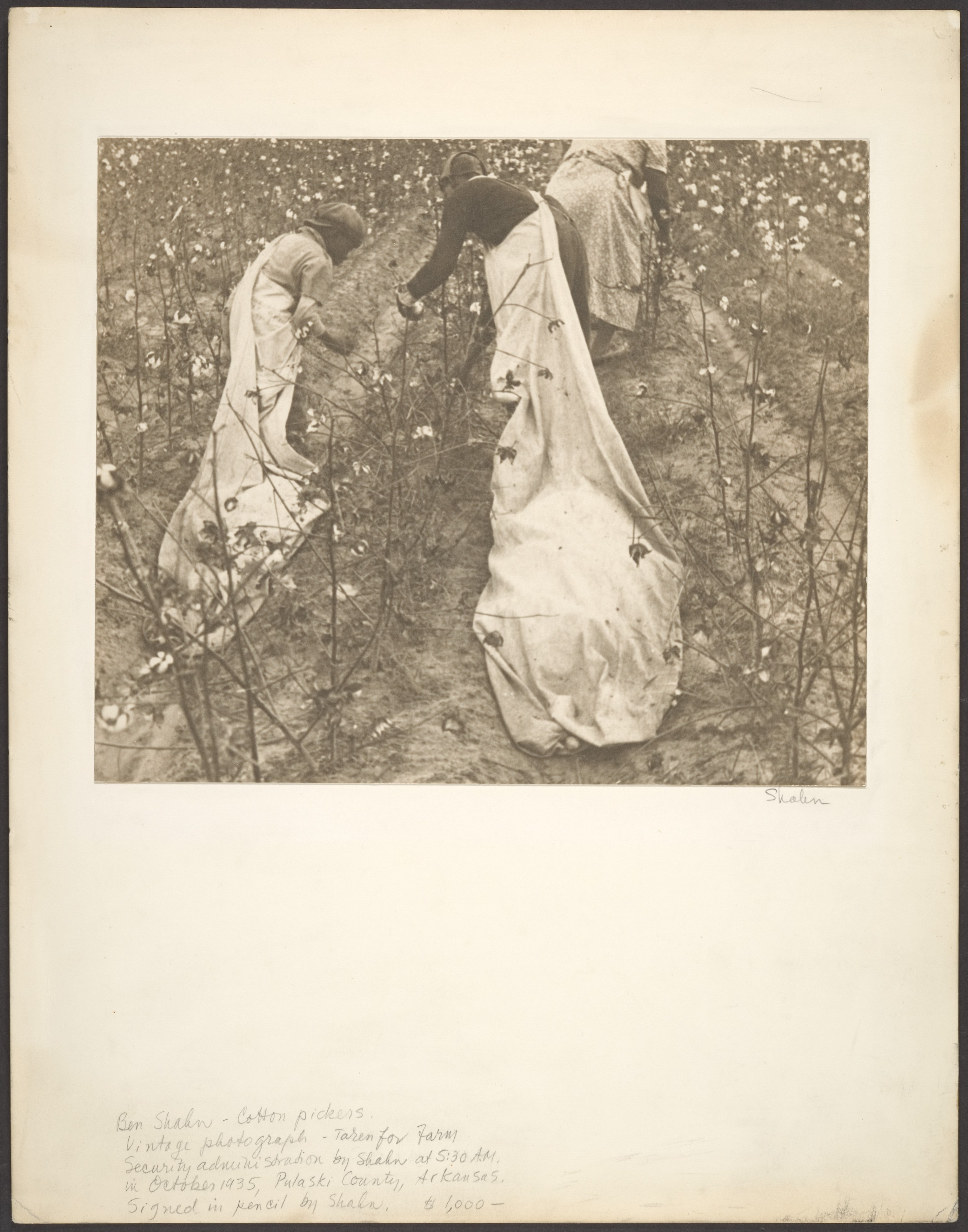
Cueilleurs de coton, comté de Pulaski, Arkansas
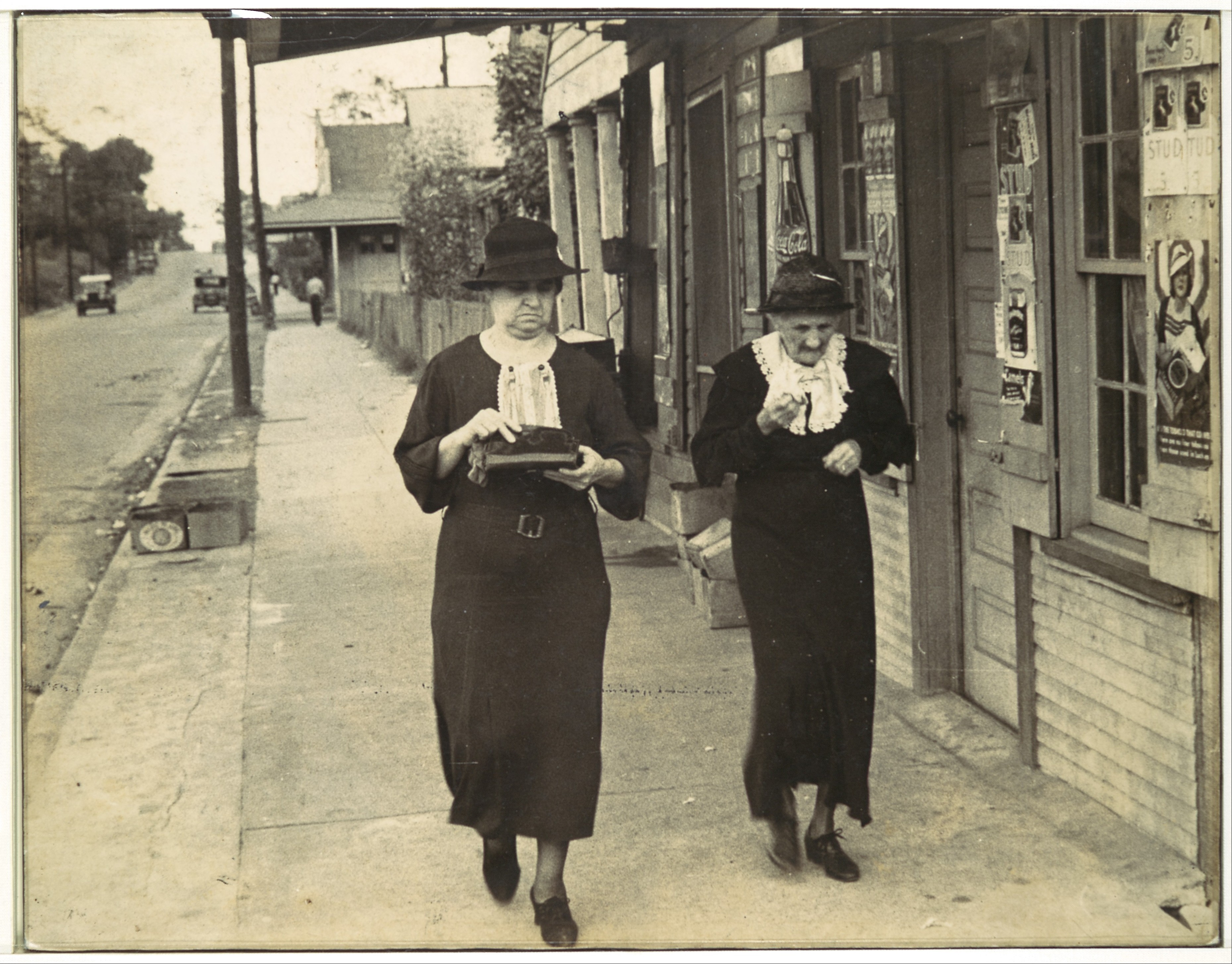
Scène de rue, Natchez, Mississippi. 1935

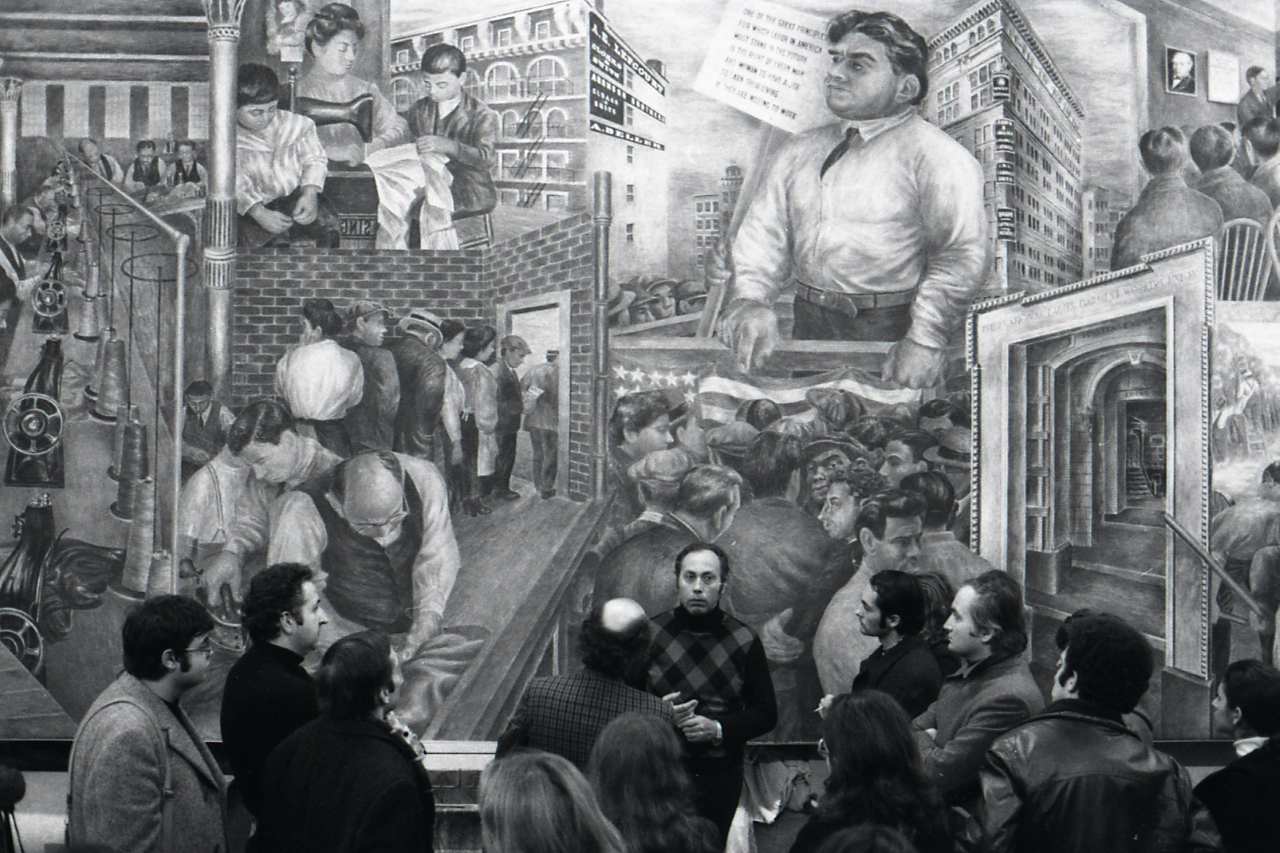
Détail de mural Jersey Homesteads. Photo par Paolo Monti, 1972
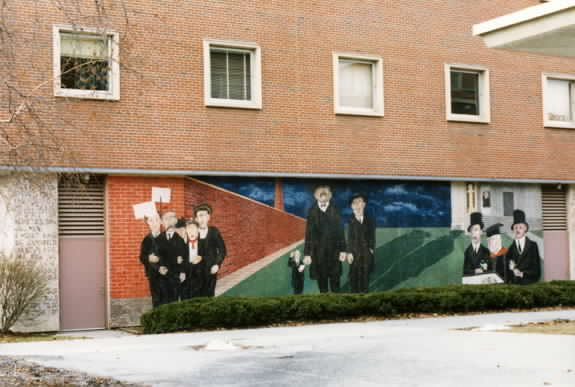
Mosaïque de Ben Shahn sur l'Affaire Sacco et Vanzetti à l'université de Syracuse.
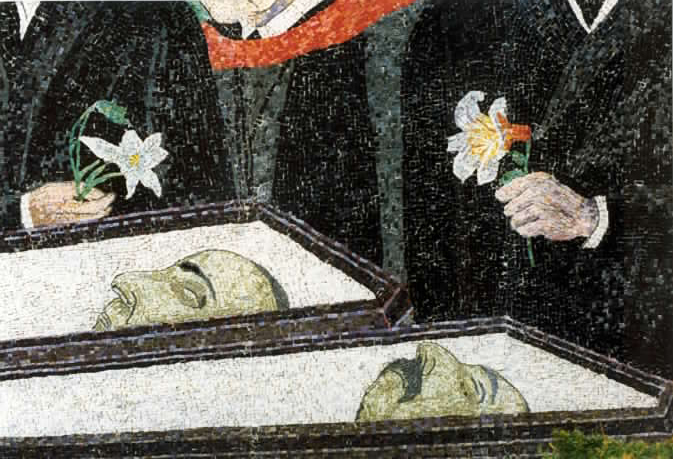
Détail de la mosaïque.